# AWS Graviton
AWS Graviton (читається як ей дабл ю ес Гравітон) або Гравітон це 64 бітне сімейство процесорів базоване на АРМ архітектурі розроблено підрозділом AWS компанії Amazon. Перша версія була представлена на події: "re:Invent 2018"

## Процесори

### Graviton
Перша версія процесору Гравітон має 16 ядер Cortex A72 із частотою 2.3 ГГц. Процесор також має апаратну підтримку чисел з рухомою комою, SIMD, AES, SHA-1, SHA-256, GCM, CRC-32.

### Graviton2
Друга версія процесору Гравітон включає 64 ядра архітектури ARM Neoverse із частотою 2.5 ГГц. Процесор також має апаратну підтримку чисел з рухомою комою, SIMD, LSE, rcpc і попередні розширення.

### Graviton3
Третя версія процесору Гравітон 64 включає ядра архітектури ARM Neoverse-V1 із частотою 2.6 ГГц